# Жермињи (Јон)
Жермињи (фр. Germigny) насеље је и општина у источном делу централне Француске у региону Бургоња, у департману Јон која припада префектури Осер.
По подацима из 2011. године у општини је живело 553 становника, а густина насељености је износила 46,59 становника/km². Општина се простире на површини од 11,87 km². Налази се на средњој надморској висини од 115 метара (максималној 137 m, а минималној 101 m).

## Демографија
| 1962. | 1968. | 1975. | 1982. | 1990. | 1999. | 2011. |
| ----- | ----- | ----- | ----- | ----- | ----- | ----- |
| 392   | 428   | 405   | 427   | 541   | 575   | 553   |

График промене броја становника у току последњих година